# Hans Bütikofer
Hans Bütikofer (n. 29 iulie 1915, Cuira, cantonul Graubünden, Elveția – d. 12 ianuarie 2011, Thun, Berna, Elveția) a fost un bober ce a reprezentat Elveția, medaliat olimpic. A participat la o ediție a Jocurilor Olimpice (1936) în care a câștigat o medalie de argint.

## Participări
Lista de mai jos prezintă principalele competiții la care a participat Hans Bütikofer de-a lungul carierei.
- bobsleigh at the 1936 Winter Olympics – four-man[*]